# 陳夫人 (後唐太祖)
陈氏，法名智愿，襄州人，唐昭宗的妃子，也是后唐太祖李克用的妾室。才貌俱全，气度柔静。
陈氏善书，是为唐昭宗所喜爱的嫔妃，封号魏国夫人。乾宁二年（895年）李克用奉诏讨王行瑜时驻军于渭北，唐昭宗降硃书御札，将陈氏和内妓四人赏给了李克用。李克用因陈氏是皇帝所赐，且陈氏貌美、在宫受过很好的文化教养，十分尊重。从光化年间（898年至901年）之后，时事多难，李克用时常独居深念，也很少和妻妾们相处，只有陈氏还能时常与之相见。
陈氏性格静退，从不自侈，李克用称她为阿媎（古同“姐”）。李克用临终，陈氏垂泣说：“妾为王执扫除之役，十有四年矣，王万一不幸，妾将何托？既不能以身为殉，愿落发为尼，为王读一藏佛经，以报平昔。”李克用为之流泪。李克用在908年逝世后，陈氏果然出家为尼，法名智愿，居于洛阳佛寺。唐庄宗即位，赐号建法大师。唐明宗改赐号圆惠大师。
后晋天福年间（936年至944年），圆惠大师在太原圆寂，追谥光国大师，塔名惠寂。

## 延伸阅读
[在维基数据编辑]
 《舊五代史·卷49》，出自薛居正《舊五代史》